# フリードリヒ・メルツ
ヨアヒム＝フリードリヒ・マルティン・ヨーゼフ・メルツ（ドイツ語: Joachim-Friedrich Martin Josef Merz、1955年11月11日 – ）は、ドイツの弁護士、経営者、政治家。現在、同国連邦首相（第10代、任期: 2025年5月6日 - ）、ドイツキリスト教民主同盟党首（第10代）。これまでにCDU/CSU議員団長（第9･13代）、連邦議会議員（5期）。欧州議会議員（1期）を歴任した。

## 来歴
西ドイツのノルトライン＝ヴェストファーレン州ブリーロンに生まれる。1975年にアビトゥーアに合格し、兵役を終えた後ボン大学およびマールブルク大学で法学を学ぶ。ボン大学ではカトリック系学生団に所属していた。1982年に第一次司法試験に合格。1982年から1985年までザールブリュッケン地方裁判所で試補を務め、第二次司法試験に合格した。1985年から1986年までザールブリュッケン行政裁判所で判事を務め、1986年に弁護士免許を取得して1989年まで化学工業組合で顧問弁護士を務める。
1989年に欧州議会議員選挙に当選し、1994年まで議員を務めた。1994年、ドイツ連邦議会議員に初当選。1996年から1998年まで、ドイツ連邦議会CDU/CSU（キリスト教社会同盟）連合議員団財務担当を務める。1998年にCDUが野党に転落した後、連邦議会党議員団副団長、ついで2000年2月に辞任したヴォルフガング・ショイブレ党首の後任として連邦議会党議員団長に就任、連邦議会における野党代表となった。
メルツは経済・財務政策通として知られており、党内では経済リベラル派に属していた。2003年には脱官僚主義を掲げて大胆な税制改革案を発表し、それは「ビールの紙コースターの上で勘定出来る」簡略化されたものだった。また遺伝子組み換え食品の導入に賛成し、ドイツに来る移民に対し「標準文化」（ドイツ語の知識と民主主義の尊重）の受け入れを要求するなどの意見を持っていた。
しかし、2002年の連邦議会選挙後にアンゲラ・メルケル党首が自らの連邦議会議員団長職就任を要求したため、議員団長職を譲って副団長に退いた。2004年12月には副団長職も辞任した。2006年には連邦議会議員の副業とその収入を公開すべきという連邦議会の決定に反対して、8人の同僚議員と共に連邦憲法裁判所に提訴したが、2007年2月に棄却されている。さらに2007年には党執行部との政策方針の違いを理由に2009年ドイツ連邦議会選挙に立候補しないことを表明し、政治活動を休止すると発表した。
連邦議会議員当時の2002年から2004年まで、ケルンの弁護士事務所に所属しており、2004年からはベルリンのメイヤー・ブラウン国際弁護士事務所に転じている。現在アクサ、ドイツ取引所などの監査役、BASFの経営委員、ボルシア・ドルトムントやコメルツ銀行の相談役を務めている。2009年7月からは独米友好協会会長に就任、2010年1月からは死去したオットー・グラーフ・ラムスドルフの後任としてHSBC Trinkhausの経営委員に就任した。2017年にはノルトライン＝ヴェストファーレン州のブレグジット担当嘱託に任命された。
メルケル首相が2018年末の任期限りで党首選に出馬しないと表明すると、アンネグレート・クランプ＝カレンバウアーやイェンス・シュパーンと共に、次期党首選への出馬を表明した。11月にフルダ選挙区でのCDU幹部会で正式に候補者としての推薦を受けた。これはヴォルフガング・ショイブレ前党首ら党内保守派の後押しがあるものと推測されている。12月に行われた党首選では得票率48.25％で、クランプ＝カレンバウアーに僅差で敗れた。
党首選敗北後、財界に戻り資産運用会社ブラックロックでの監査役としての活動を再開し、2022年には、当時財務大臣だったクリスティアン・リントナーの結婚式に自家用機で乗り付ける等、かなりの財を成している。
2018年12月のインタビューで大臣職への希望を表明していため、クランプ＝カレンバウアーは自身が組閣した際には閣僚として迎える用意があることや、CDUの経済政策での協働を表明した。メルツは2019年3月にCDU経済委員会の副委員長に就任した。2021年1月16日の党首選挙に出馬し、第1回目投票では385票で1位となり、380票で2位となったノルトライン＝ヴェストファーレン州首相のアルミン・ラシェットと共に決選投票に進んだ。投票の結果、メルツは466票の獲得にとどまり、581票を獲得したラシェットに逆転され新党首の座を逃した。9月の連邦議会選挙での敗北の責任を取りラシェットが党首を辞任し、後任を選ぶ党首選挙に出馬した。12月17日、党員投票で約62％を得て新党首に選ばれた。2022年1月22日の党大会で正式に党首に選出された。
2024年9月、キリスト教民主社会同盟の統一首相候補に指名された。翌2025年1月31日、議会において移民対策法案を極右政党ドイツのための選択肢の力を借りて通過させようとするも否決され、党外のみならずメルケル前首相らCDU党内からも批判された。
2月23日に執行された連邦議会選挙ではCDU/CSUで208議席を獲得して議会内最大勢力となった。翌24日には国際刑事裁判所(ICC)より国際手配中の身であるイスラエルのベンヤミン・ネタニヤフ首相をドイツに公式招待したと明らかにし、逮捕を回避できる方策を考えると表明したが、ドイツはICC加盟国のためネタニヤフ入国時には逮捕する義務を負っており、左翼党からは二重基準であると批判された。
連邦議会選挙でキリスト教民主・社会同盟が議会で第1党となったことにより、次期首相就任が有力となった。CDU/CSUは4月9日に社会民主党（SPD）との連立政権樹立で合意し、閣僚経験のないメルツが新首相に就任することが確実となり、5月6日にはメルツ内閣が発足する予定であったが、連邦議会における首相選出のための投票において造反が相次ぎ、選出に必要な過半数の得票数が得られず選出に失敗し、議会は中断された。同日中に行われた第2回投票では過半数を獲得し、正式に首相として選出された。1回の投票で首相が選出されなかった事例は、戦後ドイツ初のことである。

## 政策・主張
メルツは、経済、外交、安全保障、家族政策に焦点を当てている。彼は自分自身を社会的に保守的で経済的にリベラルであると説明しており、キリスト教民主同盟の伝統的な確立保守派と親ビジネス派の代表と見なされている。
1970年代と1980年代の若い政治家として、彼は西ドイツの支配的な国家教義であり、キリスト教民主同盟の中核的な綱領である反共産主義の確固たる支持者であった。彼の著書「Venturing More Capitalism」は、経済的自由主義を提唱している。
2025年5月26日、パレスチナ・イスラエル戦争を通じてガザ地区への攻撃が激化している状況について、「率直に言ってイスラエル軍がガザで今行っていることは何が目的なのか、もはや理解できない」とイスラエルを批判。第二次世界大戦中にホロコーストを行った過去を踏まえて、イスラエル寄りの発言を行うことが既定路線とされているドイツ政府関係者としては、異例の発言となった。

## 人物
判事である夫人との間に三児があり、アルンスベルクに自宅がある。アマチュア無線を趣味としている。
アメリカのドナルド・トランプ大統領からノルマンディー上陸作戦について「ドイツにとっては楽しくない日だった」と指摘された際には即座に反論するなど、流暢な英語を操る。

## 著書
- (ミヒャエル・グロースとの共著) Soziale Marktwirtschaft im 21. Jahrhundert. München 2001, ISBN 978-3-7892-8083-2
- Mut zur Zukunft. Wie Deutschland wieder an die Spitze kommt. München 2002, ISBN 3-442-152186
- Nur wer sich ändert, wird bestehen. Vom Ende der Wohlstandsillusion - Kursbestimmung für unsere Zukunft. Freiburg im Breisgau 2004, ISBN 3-451-05671-2
- Wachstumsmotor Gesundheit - Die Zukunft unseres Gesundheitswesens. München 2008, ISBN 3446414568
- Mehr Kapitalismus wagen - Wege zu einer gerechten Gesellschaft. München 2008, ISBN 9783492051576
- (ヴォルフガング・クレメントとの共著): Was jetzt zu tun ist: Deutschland 2.0. Herder, Freiburg 2010, ISBN 978-3451302527